# ジョージ・ジェイコブス・シニア
ジョージ・ジェイコブス・シニア (George Jacobs, Sr. 1620年頃 - 1692年8月19日)はセイラム魔女裁判での犠牲者の一人。息子ジョージ・ジェイコブス・ジュニアも、起訴されるも、逮捕を逃れた。義娘と孫娘マーガレットも起訴されている。

## 裁判
1855年、孫娘の説明に基づき、トンプキンス・ハリソン・マットソンによって肖像画が製作された。
題名は"Trial of George Jacobs, August 5, 1692"。
絵の左側にはウィリアム・ストートン主任判事が描かれている。孫娘マーガレットは自らの保身の為、祖父を告発した。 being held backして立っている女性が義娘であり、精神障害(脳腫瘍)であると考えられた。主導している裁判官はナサニエル・ホーソーンの祖先であると考えられ、本を持ち、マーガレットに迫っている。脇で発作を起こしている少年は誰かは不詳だが、少女はジェイコブスの使用人又は告発者アン・パットナムと考えられる。

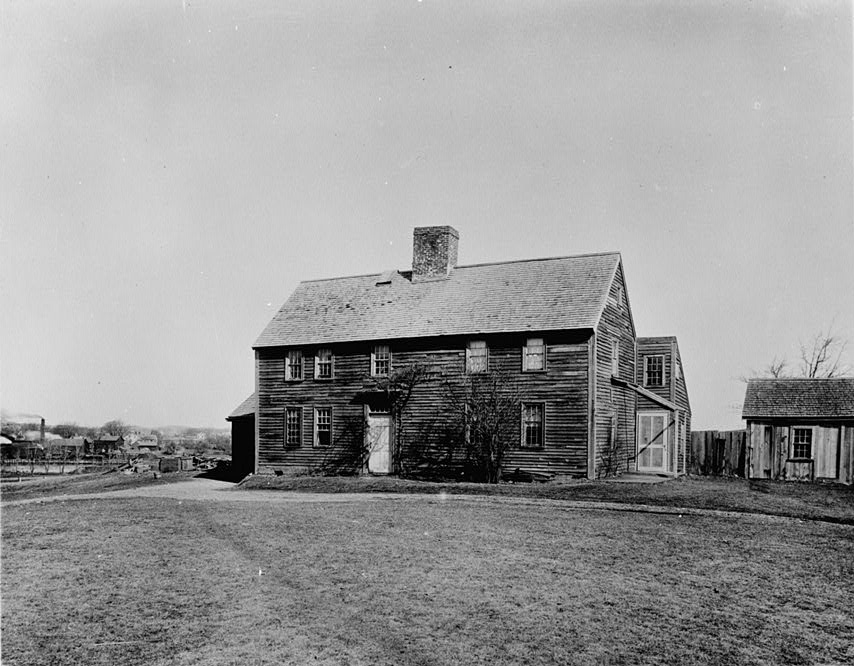
19世紀から20世紀初頭に撮影された自宅
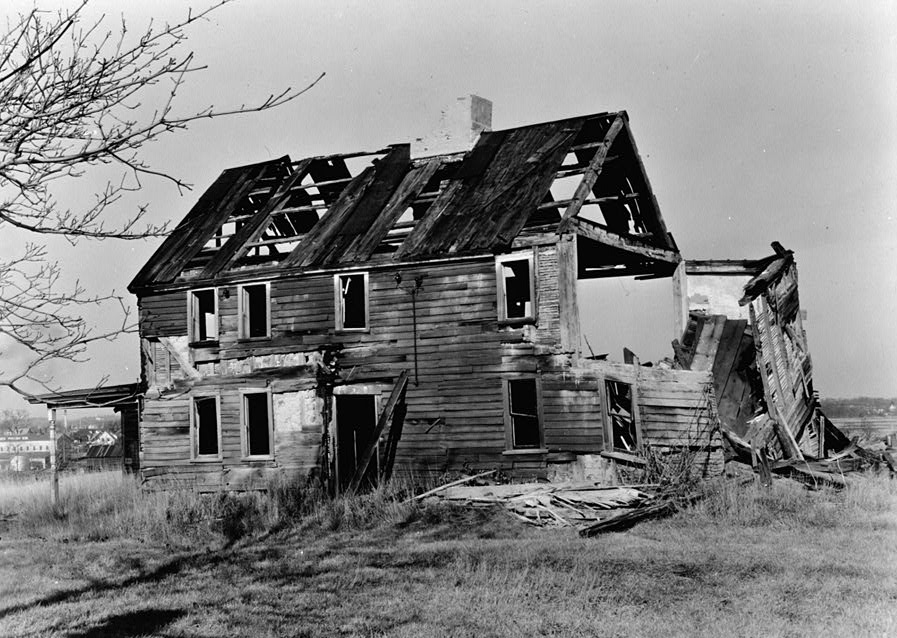
1935年頃撮影、1938年に全壊した。

## 参考資料
1. ↑  Enders A. Robinson. The Devil Discovered: Salem Witchcraft 1692. Waveland Press, Prospect Heights, IL. 2001 (1991). pp. 336–339.
2. ↑  George Jacobs, Sr., Salem Witch Trials, Virginia.edu, accessed 22 August 2008
3. ↑  HABS（英語版） MASS,5-DAV,7